# Julius Indongo
Julius Indongo est un boxeur namibien né le 12 février 1983 à Windhoek.

## Carrière
Passé professionnel en 2009, il devient champion de Namibie des poids légers en 2011 et champion du monde des poids super-légers IBF le 3 décembre 2016 après sa victoire par KO au 1er round contre le russe Eduard Troyanovsky. Indongo confirme ce succès en battant aux points le champion WBA de la catégorie, Ricky Burns, le 15 avril 2017 puis perd au 3e round contre Terence Crawford, tenant des ceintures WBC et WBO, le 19 août 2017. Il est également battu lors du combat suivant au second round par Regis Prograis le 9 mars 2018.